# Clase C (1928)
La Clase C fue una serie de submarinos construidos en Cartagena para la Armada Española por la SECN (Sociedad Española de Construcciones Navales, después Bazán, IZAR y Navantia), basándose en la clase 105F de la Electric Boat & Co con licencia de la misma para su construcción.

## Características
Carecían de dirección de lanzamiento de torpedos. Como teléfono de comunicación submarina, montaban el C-1 y el C-2 osciladores Fessenden, con un alcance máximo de 2 millas, y el C-4 y el C-5 montaban espadillas Electroacusti, con un alcance de 8 millas. La corredera era del tipo Forbes, idéntica para toda la serie.
Su cota máxima de inmersión estaba calculada en una profundidad de 80 metros. Su coste por unidad, fue de 13 186 000 pesetas.

## Historial

Perfil del Isaac Peral (C-1).

En 1923 la empresa S.E.C.N. empezó la construcción de seis unidades modificadas del proyecto Holland 105F bajo licencia de la  Electric Boat Company. Esta era una versión más grande y mejor armada que las unidades de la serie S construida para la US Navy, notándose en las formas de casco, sistema de hidroplanos, tórretas, etc., un gran parecido. Básicamente consistió en mejorar los clase B en diseño y capacidades, aunque con el tiempo adolecerían de algo fundamental: el número de baterías era idéntico a los de la clase B, a pesar del aumento del desplazamiento. 
Estas unidades no recibieron más nombre que su numeral en la torreta, con la excepción del C-1 que recibió el nombre de Isaac Peral al causar baja en agosto de 1930 su homónimo del tipo Holland. 
Los submarinos de la clase C tuvieron una activa participación en la guerra civil. Algunos de ellos fueron mandados por oficiales de la armada soviética, y aunque realizaron varias operaciones ofensivas, no alcanzaron ningún éxito resonante.
Las seis unidades eran idénticas en su aspecto externo aunque con algunas variaciones internas. Tuvieron una suerte dispar, ya que solo dos de ellos alcanzaron el final de su vida operativa, siendo desguazados el Isaac Peral (C-1) y el C-2.
El C-3 se hundió al ser torpedeado por el U 34 en el transcurso de la Operación Úrsula, con la pérdida de 37 hombres, y el C-5 se perdió por acción de guerra durante el conflicto civil, en circunstancias sin esclarecer y con varias teorías, con la pérdida de 35 vidas, respectivamente, y con el intento propagandístico de los sublevados de hacer pasar los submarinos de procedencia italiana General Mola y General Sanjurjo por los citados anteriormente, maniobra que no engañó a nadie debido a las grandes diferencias estructurales entre ambos tipos de submarinos. 
El C-6, muy dañado para ser reparado antes de que las tropas franquistas entraran en Gijón, fue hundido por su propia tripulación frente a las costas del Musel, Gijón, a cien metros de profundidad para evitar que cayera en manos de los sublevados.
Mención aparte merece el C-4, perdido en accidente en el curso de unas maniobras navales al ser abordado por el destructor Lepanto el 27 de junio de 1946, de tal modo que prácticamente lo partió en dos, desapareciendo 44 personas.

## Unidades de la Clase C
| Nombre            | Puesta de quilla | Botado     | Alta       | Baja       | Causa                   | Observaciones                                                             |
| ----------------- | ---------------- | ---------- | ---------- | ---------- | ----------------------- | ------------------------------------------------------------------------- |
| Isaac Peral (C-1) | 19-07-1923       | 31-03-1927 | 18-07-1928 | 30-01-1950 | Retirado por antigüedad | Hundido como buque objetivo                                               |
| C-2               | 15-09-1923       | 31-03-1927 | 19-07-1928 | 06-06-1951 | Retirado por antigüedad | Se hundió camino del desguace                                             |
| C-3               | 05-05-1924       | 20-02-1929 | 04-05-1929 | 31-07-1941 | Hundido                 | El 12 de diciembre de 1936 por el submarino alemán U 34 de Harald Grosse. |
| C-4               | 05-05-1924       | 06-07-1929 | 21-09-1929 | 07-02-1947 | Hundido                 | Abordado accidentalmente por el destructor Lepanto el 27 de junio de 1946 |
| C-5               | 10-10-1924       | 28-10-1929 | 16-04-1930 | 31-07-1941 | Hundido                 | El 31 de diciembre de 1936, sin aclarar                                   |
| C-6               | 12-02-1925       | 26-12-1929 | 27-09-1930 | 31-07-1941 | Hundido                 | El 20 de octubre de 1937 para evitar su captura                           |